# باتريا

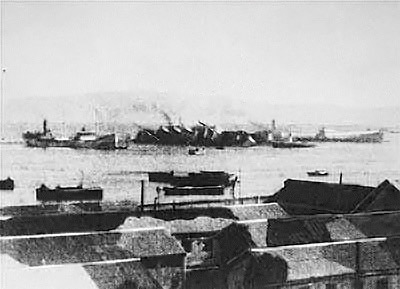
باتريا تغرق في ميناء حيفا

 حادثة باتريا Patria Disaster عابرة محيط فرنسية فجرت وغرقت في ميناء حيفا عام 1940 مما تسبب بمقتل 260 شخصًا وإصابة 172 آخرين. كانت تحمل 1800 مهاجر يهودي غير قانوني طردوا من فلسطين التي كانت تحت الانتداب البريطاني إلى موريشيوس وترينيداد. عارضت المنظمات الصهيونية الطرد وقامت المنظمة السرية هاجاناه بوضع قنبلة لمنع السفينة من مغادرة الميناء لكن السفينة غرقت في أقل من 15 دقيقةً مما تسبب بالحادثة.